# Staurastrum glabrum
Staurastrum glabrum là một loài Song tinh tảo trong họ Desmidiaceae, thuộc chi Staurastrum.